# Жеер
Жеер (на френски: Geer) е селище в Югоизточна Белгия, окръг Уарем на провинция Лиеж. Разположен е около едноименната река Жеер. Населението му е 3211 жители по данни от преброяването към 1 януари 2014 г.